# 武偉治
武偉治（1911年—？），江蘇鹽城人，歷任國民革命軍連、營、團，以及少將副師長等職。

## 生平
民國元年（1912年）出生於江蘇省鹽城市，黃埔軍校南京本校第十期騎兵科畢業。於抗日戰爭中先後參與淞滬會戰、南京保衛戰和風陵渡戰役等戰役。抗戰勝利後，於1949年調任國民革命軍第三十二軍252師副師長，並率部參與海南島戰役。於該戰役後隨部隊撤退臺灣，後轉任教官職，曾任國立臺灣海洋大學總教官。